# 宮田貴行
宮田 貴行（みやた たかゆき、1974年10月20日 - ）は、NHKのアナウンサー。

## 人物
神奈川県平塚市出身。神奈川県立平塚江南高等学校を経て、明治大学法学部を卒業後、1998年（平成10年）に入局。
現在はスポーツアナウンサーとして活躍しており、野球やサッカー、ゴルフ、バスケットボールの実況を主に担当している。趣味はゴルフ。
好きな食べ物は麻婆豆腐定食。

## 現在の担当番組
- NHKプロ野球他スポーツ中継（高校野球、バスケットボール、Jリーグ中継、ゴルフ、空手、卓球など）

## 過去の出演番組
佐賀放送局時代（1998年度 - ）
- 佐賀県のニュース・中継・リポート
- 佐賀イズム

沖縄放送局時代
- ハイサイ!てれびすかす（リポーター）
- 沖縄県のニュース・中継・リポート

福岡放送局時代
- 福岡県・九州沖縄のニュース・中継・リポート
- ニュース845福岡（不定期）

東京アナウンス室時代（1度目）（2011年度 - 2014年6月）
- ロンドンオリンピック（実況）
- 決定!2020年東京五輪[注釈 1]　ブエノスアイレスからの中継
- BSニュース（不定期）
- ラジオニュース（不定期）

札幌放送局時代（2014年7月 - 2017年度）
大阪放送局時代（2018年度 - 2021年9月）
東京アナウンス室時代（2度目）（2021年10月 - ）